# Spanish Grease
Spanish Grease è un album di Willie Bobo, registrato negli studi di Rudy Van Gelder ad Englewood Cliffs in New Jersey (Stati Uniti) e pubblicato dalla Verve Records nel 1965. Nel 1994 la Verve Records pubblicò un CD con Spanish Grease insieme all'album Uno, Dos, Tres 1.2.3 (del 1966).

## Tracce
Lato A
1. Spanish Grease – 2:47 (Willie Bobo, Melvin Lastie) – Registrato l'8 giugno 1965
2. Hurt so Bad – 2:38 (Bobby Hart, Teddy Randazzo, Bobby Wilding) – Registrato l'8 settembre 1965
3. It's Not Unusual – 2:20 (Gordon Mills, Leslie Reed) – Versione cantata, registrato l'8 settembre 1965
4. Our Day Will Come – 2:50 (Mort Garson, Bob Hilliard) – Registrato l'8 giugno 1965
5. Haitian Lady – 4:05 (Harold Ousley) – Registrato il 30 agosto 1965

Lato B
1. Blues in the Closet – 2:11 (Oscar Pettiford) – Registrato il 30 agosto 1965
2. Nessa – 4:07 (Willie Bobo) – Registrato il 30 agosto 1965
3. Elation – 3:49 (Harold Ousley) – Registrato il 30 agosto 1965
4. It's Not Unusual – 2:29 (Gordon Mills, Leslie Reed) – Versione strumentale, registrato l'8 settembre 1965
5. Shot Gun; Blind Man, Blind Man – 5:11 (Herbie Hancock) – Registrato l'8 settembre 1965

## Musicisti
- Willie Bobo - percussioni
- Melvin Lastie - cornet
- Bobby Brown - sassofono alto, sassofono tenore
- Clarence Henry - chitarra
- Richard Davis (o) Jim Phillips - contrabbasso
- Victor Pantoja - congas